# Zanclodon
Zanclodon ("zub ve tvaru kosy") byl rod archosauromorfního plaza, žijícího v období středního triasu (asi před 237 až 235 miliony let) na území dnešního jižního Německa. Tento druh byl původně vědecky popsán roku 1846 pod rodovým jménem Smilodon, to bylo ale již o čtyři roky dříve použito pro pojmenování velké kočkovité šelmy ("šavlozubého tygra") z pleistocénu Severní Ameriky. Velikost tohoto druhu není známá, protože dosud objevené fosilie jsou velmi fragmentární.

## Taxonomie
Postupně bylo tímto rodovým jménem označeno celkem osm různých druhů, dnes je ale všechny považujeme za nomina dubia. Druh Z. laevis je založen na fosilii levé maxily (kosti horní čelisti) jakéhosi neznámého archosaura. Ačkoliv byl tento taxon dříve považován za příslušníka skupiny Dinosauria, dnes předpokládáme, že se o dinosaura nejednalo. Fosilní materiál přisuzovaný tomuto rodu zřejmě zčásti patřil sauropodomorfovi rodu Plateosaurus.